# Denezières
 Denezières  es una comuna y población de Francia, en la región de Franco Condado, departamento de Jura, en el distrito de Saint-Claude y cantón de Saint-Laurent-en-Grandvaux.
Su población en el censo de 1999 era de 78 habitantes.
Está integrada en la Communauté de communes du Pays des Lacs .

## Demografía
| 65 | 88 | 68 | 93 | 89 | 78 |
| Para los censos de 1962 a 1999 la población legal corresponde a la población sin duplicidades (Fuente: INSEE [Consultar]) |    |    |    |    |    |

- Datos: Q818430
- Multimedia: Denezières / Q818430

1. ↑  Worldpostalcodes.org, código postal n.º 39130.
2. ↑  INSEE, Datos de población para el año 2012 de Denezières (en francés).